# Direction des Liaisons générales
 (juillet 2022).
 (juillet 2022).
La direction des liaisons générales est une direction du ministère de l'armement algérien, fondée par Mohammed Rouaï et Messaoud Zeghar en 1958 et dissoute en 1962. Elle était chargée de transporter le courrier et les documents secrets de la révolution algérienne entre l'intérieur du pays et les capitales arabes et européennes, et d'effectuer la livraison d'armes pour l'Armée de libération nationale (ALN). Ces missions sont réalisées à partir de 1958 pour répondre à un besoin urgent de ravitaillement, puis de collecte de fonds à partir de 1961,.

## Histoire et origine

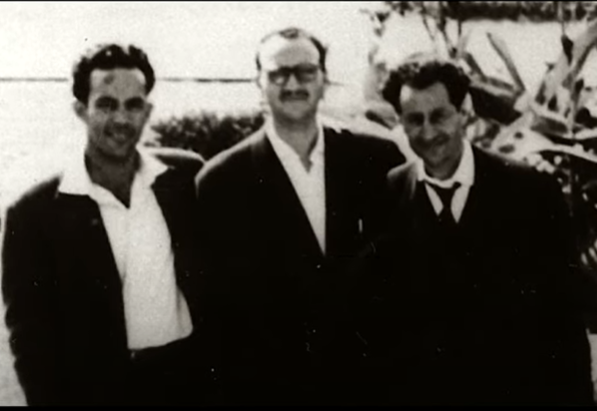
De gauche à droite : Mohammed Rouaï, Lotfi & Rachid Casa.

Mohammed Rouaï, dit Tawfik ou Hadj Barigou (en référence à Perrégaux où il est né le 26 mai 1929) est un militant de la première heure du Parti du peuple algérien (PPA) et du Mouvement pour le triomphe des libertés démocratiques (MTLD), il rencontra Abdelhafid Boussouf, puis Larbi Ben M'hidi lorsque ce dernier était en clandestinité dans l'Oranie dans les années 1950. Il deviendra chef de cabinet de celui-ci du 10 octobre 1958 au 2 juin 1962. Il commença par diriger le service action le plus secret du Ministère de l'Armement et des Liaisons générales (MALG) (officiellement rattaché au Ministère de l'armement et du ravitaillement de Mahmoud Chérif pour ce qui est de son activité de livraison d'armes).
Mohamed Rouaï mis en place au sein de la Direction des liaisons générales (DLG) un système d'acheminement de courrier et de dossiers secrets entre les services de l'Armée de libération nationale (ALN)/Front de libération nationale (FLN) et le Gouvernement provisoire de la République algérienne (GPRA). Il fut désigné pour la mission d'acheminement de dossiers confidentiels, pour l'aider dans mission il nomma 3 de ses proches a savoir Djamal Meliani (dit Mnaouar), Mohammed Benali etMourad Kacimi.

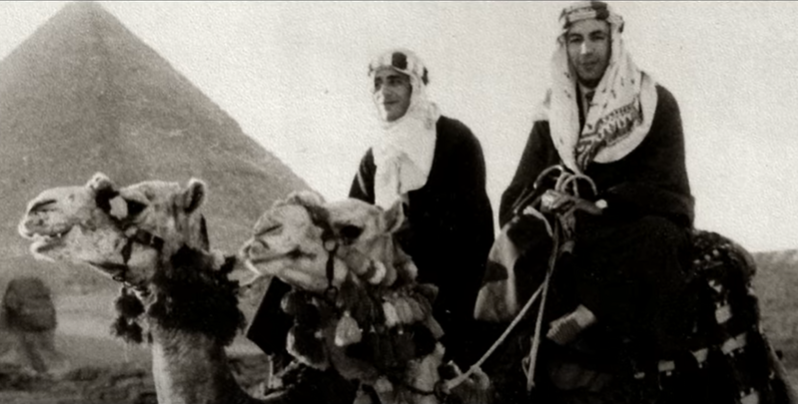
A droite: Abdelhamid Hellal, dit Amine (sous-directeur du Chiffre) & à gauche: Mohammed Rouaï, dit Tewfik (patron du DLG) au Caire en 1959.

Ces agents sûrs se déplaçaient entre les différentes capitales pour acheminer en grande partie les papiers des services de la Révolution, du cabinet du Ministère de l'Armement et des Liaisons générales (MALG), d'abord à Rabat, Le Caire, Tripoli, Tunis, puis les capitales Européennes, entre Madrid, Bone, Rome & Genève.
Durant les attentats de l'Organisation de l'armée secrète (OAS), la Direction des liaisons générales, eu des besoins urgents d'avoir des liens avec les services de la Direction vigilance et contre-renseignement (DVCR) pour lutter contre le terrorisme, puis avec ceux du Direction de la Documentation et des Recherches (DDR) pour contre-carrer les derniers instants de la Quatrième République sur le sol algérien.

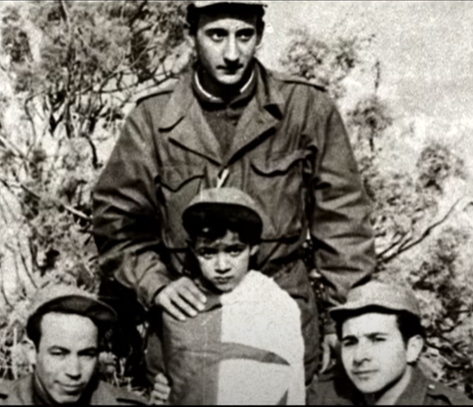
En haut : Kasdi Merbah, en bas à droite : Mohammed Rouaï, et à gauche Nourredine Zerhouni.

Mohammed Rouaï diriga par la suite le Service spécial (S4), qui regroupait des arrivages de Sicile, de Sardaigne & d'Espagne dont la mission principale était d'armer les citoyens avec les katibates.
Après l'indépendance, Rouaï fut l'un des rares à s'être retiré du champ politique. Il meurt le 24 mai 1977 à 48 ans.